# Verbascum scaposum
Verbascum scaposum är en flenörtsväxtart som beskrevs av Pierre Edmond Boissier. Verbascum scaposum ingår i släktet kungsljus, och familjen flenörtsväxter. Inga underarter finns listade i Catalogue of Life.